# Kgetlengrivier Local Municipality
Kgetlengrivier (englisch Kgetlengrivier Local Municipality) ist eine Lokalgemeinde im Distrikt Bojanala Platinum in der südafrikanischen Provinz Nordwest. Der Sitz der Gemeinde befindet sich Koster. Bürgermeisterin ist Onnica Dipuo Kim Medupe.
Die Lokalgemeinde ist nach der Afrikaans-Bezeichnung für den Rivier, der durch das Gemeindegebiet fließt benannt.
Die Gemeindeverwaltung wird vom African National Congress geführt.

## Städte und Orte
- Derby
- Koster
- Swartruggens

## Bevölkerung
Im Jahr 2011 hatte die Gemeinde 51.049 Einwohner in 14.673 Haushalten auf einer Gesamtfläche von 3973,11 km². Davon waren 80,1 % schwarz, 16,8 % weiß, 1,7 % Coloured und 0,9 Inder bzw. Asiaten. Erstsprache war zu 67,1 % Setswana, zu 17,4 % Afrikaans, zu 4,2 % Englisch, zu 1,4 % isiZulu, zu 1,3 % Sesotho, zu 1 % isiXhosa, zu 0,9 % isiNdebele und zu jeweils 0,6 % Sepedi und Xitsonga.